# Ekeby Greys
Ekeby Greys är ett svenskt lag i amerikansk fotboll, hemmahörande i Ekeby i Skåne grundad 1999 av Mikael Johansson.
Från början var klubben en renodlad juniorförening och spelade mellan åren 2002-2009 med endast juniorer, bäst resultat nåddes 2006 då U19 laget tog sig till SM-slutspel men missade finalen på poängskillnad mot Carlstad Crusaders.
2010 var första säsongen med ett seniorlag. De slutade på sjätte plats efter en seger och två oavgjorda matcher.
Greys spelar säsongen 2018 i division 1 södra.

## Säsonger
- S = Slutspel, F = SM-Final, G = SM-Guld, U = Uppflyttning, K=Kvalspel, N=Nedflyttning

| Säsong | Serie  | Record | Serieplacering | Notering |
| ------ | ------ | ------ | -------------- | -------- |
| 2018   | Div. 1 | 5-1    | 2              | S        |
| 2017   | Div. 1 | 4-2    | 3              | S        |
| 2016   | Div. 1 | 2-1-2  | 4              |          |
| 2015   | Div. 1 | 7-1    | 2              |          |
| 2014   | Div. 1 | 8-2    | 2              |          |
| 2013   | Div. 1 | 5-3    | 3              |          |
| 2012   | Div. 1 | 2-1-7  | 6              |          |
| 2011   | Div. 1 | 1-9    | 5              |          |
| 2010   | Div. 1 | 1-2-7  | 6              |          |